# Gloria und ihre Familie
Gloria und ihre Familie (englisch Gloria’s House) ist eine deutsche Zeichentrickserie, die zwischen 2000 und 2001 produziert wurde.

## Handlung
Das neunjährige Mädchen Gloria erlebt zusammen mit ihrer Familie, den Mitnixx, viele unterschiedliche Dinge. Dabei verhält sie sich oft pfiffig, neugierig und aufmüpfig. Ihre Familie ist dabei meist genauso chaotisch wie sie selbst.

## Produktion und Veröffentlichung
Die Produktion fand zwischen 2000 und 2001 in Deutschland statt. Regie führte Jo-Anne Boag.
Die deutsche Erstausstrahlung fand am 8. November 2001 auf KI.KA statt. Weitere deutschsprachige Ausstrahlungen erfolgten ebenfalls auf Das Erste, im MDR Fernsehen, Hr-fernsehen, Rbb Fernsehen und YFE TV.

## Synchronisation
Die deutsche Synchronfassung entstand bei dem Studio Mega Music in Berlin, unter der Dialogregie und nach einem Buch von Peter Minges.
| Rolle      | Deutscher Sprecher  |
| ---------- | ------------------- |
| Gloria     | Marie-Luise Schramm |
| Barry      | Hubertus Bengsch    |
| Beat       | Stefan Krause       |
| Dorothy    | Liane Rudolph       |
| Milliecent | Giuliana Jakobeit   |
| Molly      | Regina Lemnitz      |
| Notta      | Irina von Bentheim  |
| Rodney     | Gerrit Schmidt-Foß  |
| Wazza      | Klaus Jepsen        |

## Episodenliste
| Folge | deutscher Titel                 | deutsche Erstausstrahlung | englischer Titel        |
| 1     | Die große Stadt                 | 08.11.2001                | Street Party            |
| 2     | Beat in Not                     | 09.11.2001                | The Chocolate Drummer   |
| 3     | Die Werbekampagne               | 12.11.2001                | 5 Minutes of Fame       |
| 4     | Das hässliche Entlein           | 13.11.2001                | Look Mum I’m Dancing    |
| 5     | Der Ausreißer                   | 14.11.2001                | Communication Breakdown |
| 6     | Gloria ist weg                  | 15.11.2001                | Lost in the City        |
| 7     | Gloria macht Werbung            | 16.11.2001                | Homebaked               |
| 8     | Ins Wasser gefallen             | 19.11.2001                | Coming Clean            |
| 9     | Mollys Kindheit                 | 20.11.2001                | The Good Old Day’s      |
| 10    | Rhythmus im Blut                | 21.11.2001                | A Different Drum        |
| 11    | Jung trifft Alt                 | 22.11.2001                | New Lease of Life       |
| 12    | Freunde in der Not              | 23.11.2001                | The Storm               |
| 13    | Ein ganz besonderer Mensch      | 26.11.2001                | Super Special Person    |
| 14    | Bill ist weg                    | 27.11.2001                | Home Sweet Home         |
| 15    | Der Partykrieg                  | 28.11.2001                | Double Surprise         |
| 16    | Heißer Wahlkampf                | 29.11.2001                | Pick Me                 |
| 17    | Rache ist süß                   | 30.11.2001                | I Wanna Go Home         |
| 18    | Prüfungsangst                   | 03.12.2001                | The Fine Print          |
| 19    | Die Gummitorte                  | 04.12.2001                | Fickle Fete             |
| 20    | Der Konkurrenzkampf             | 05.12.2001                | Keep Up With The Nits   |
| 21    | Der Cousin auf Rädern           | 06.12.2001                | Wheels                  |
| 22    | Der Erfinder des Jahres         | 07.12.2001                | With Enemies Like These |
| 23    | Die Schatzsuche                 | 10.12.2001                | The Long Weekend        |
| 24    | Auf den Hund gekommen           | 11.12.2001                | Dog Gone                |
| 25    | Linsen und andere Grausamkeiten | 12.12.2001                | Food! Gloria’s Food!    |
| 26    | Rodney und Notta                | 13.12.2001                | Notta Date              |